# Pisolithus arhizus
Pisolithus arhizus, detto anche tartufo di boemia, è un Gasteromicete semi-ipogeo della famiglia delle Sclerodermataceae. Il nome deriva dall'epiteto "arhizon": "a"= senza, e dal greco "rhiza"= radice, senza radice.
Cresce in aree soleggiate, su terreni aridi o sabbiosi, ai margini delle strade, nelle dune, negli incolti. È un fungo tipicamente autunnale, con forma piuttosto variabile, allungata o tondeggiante, con polvere sporale rosso bruna.

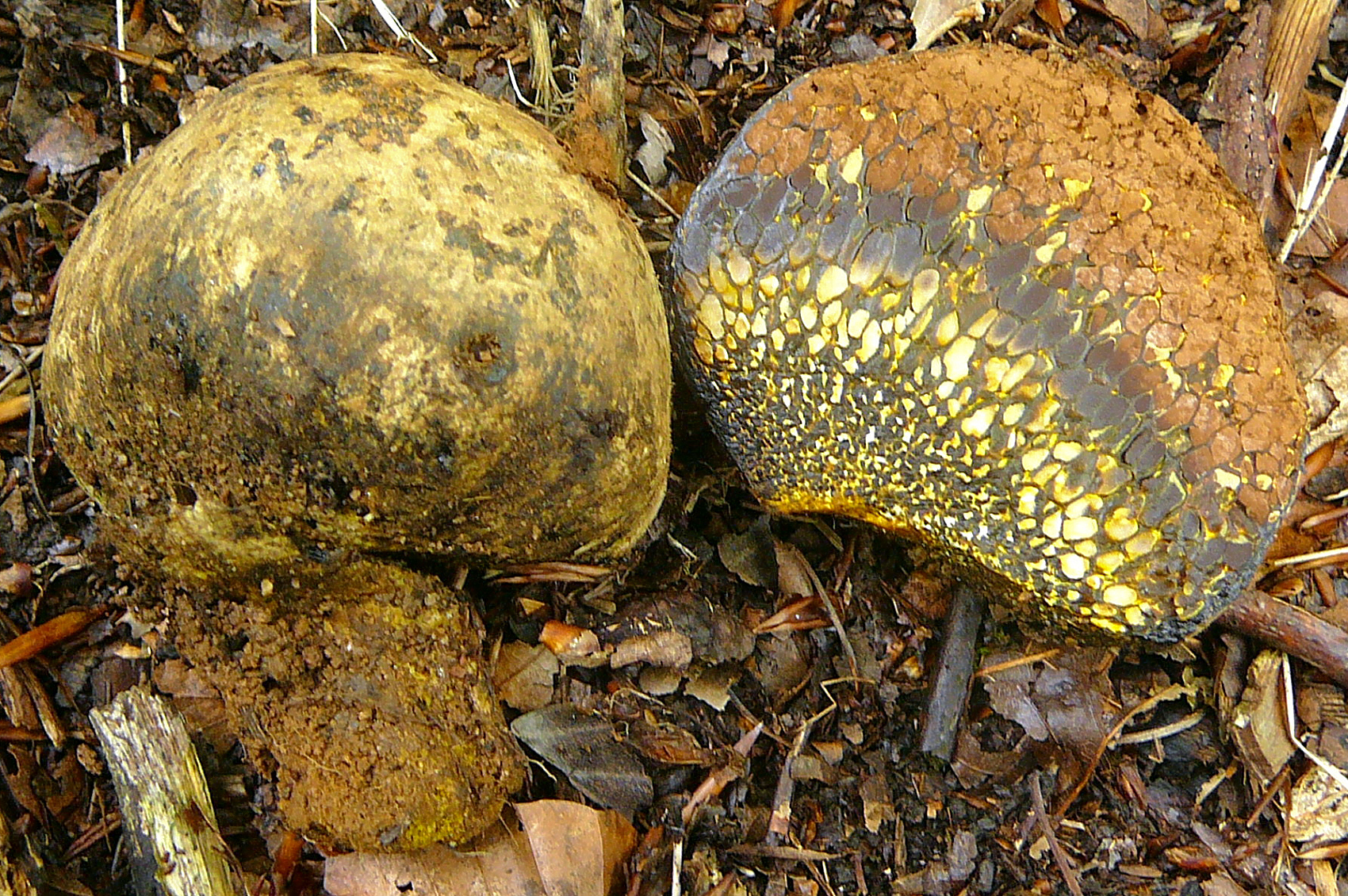

## Caratteristiche
Presenta forma variabile: da subsferica, a claviforme a reniforme ecc., lo pseudo stipite prosegue sotto terra per parecchi centimetri tramite un penducolo che alla terminazione presenta consistenti rizomorfe giallastre.
Al taglio la gleba giovane si presenta marmorizzata, formata da “camere” contenente corpuscoli (peridioli) giallastri, con odore e sapore sclerodermatacei.

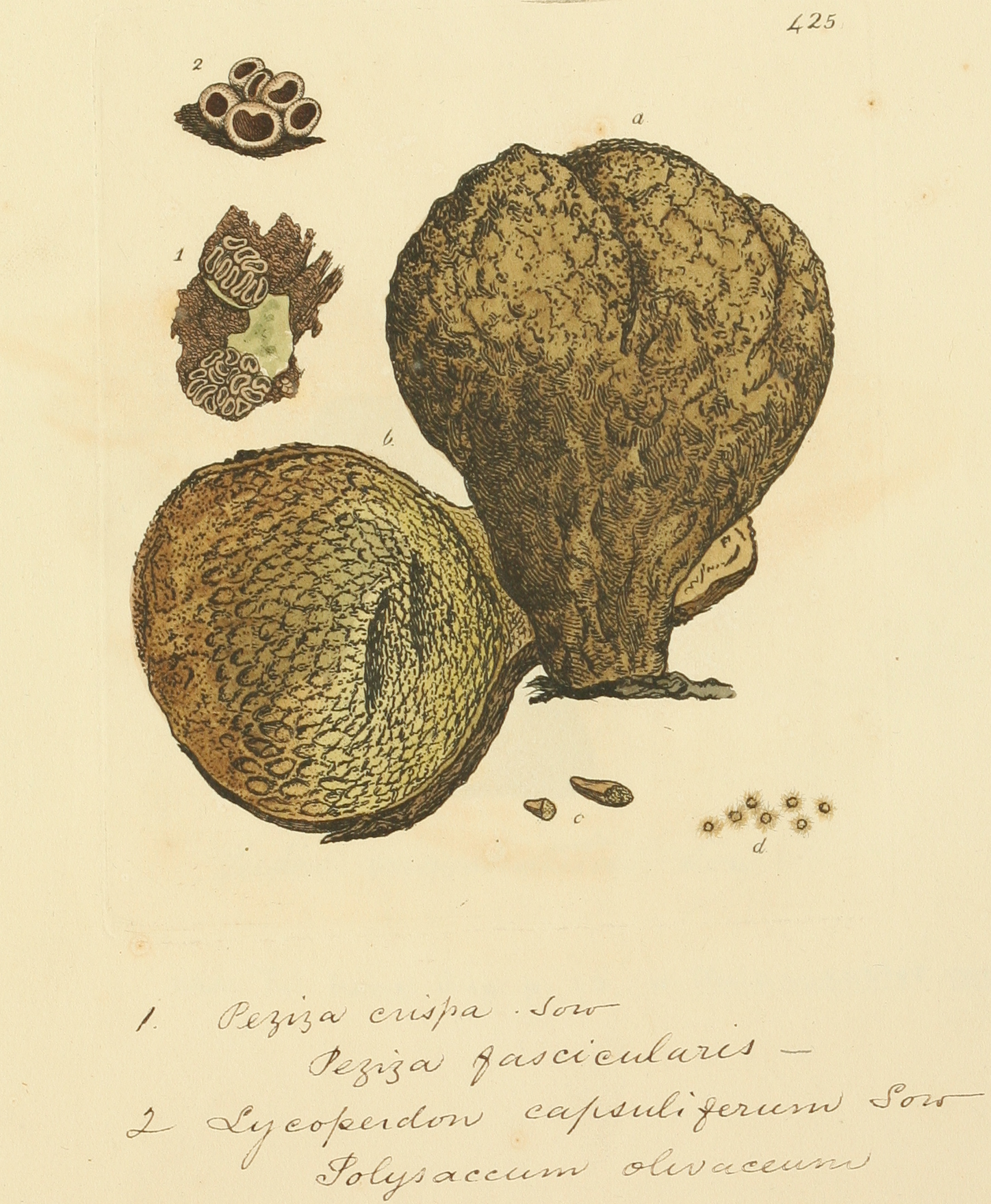
Illustrazione di Von James Sowerby (1797)